# Ожга, Ян Самуэль
Ян Самуэль Ожга (польск. Jan Samuel Ożga; ок. 1680 — пред. 19 апреля 1756, Львов) — польский шляхтич, римско-католический религиозный деятель, латинский епископ киевский, черниговский.

## Биография

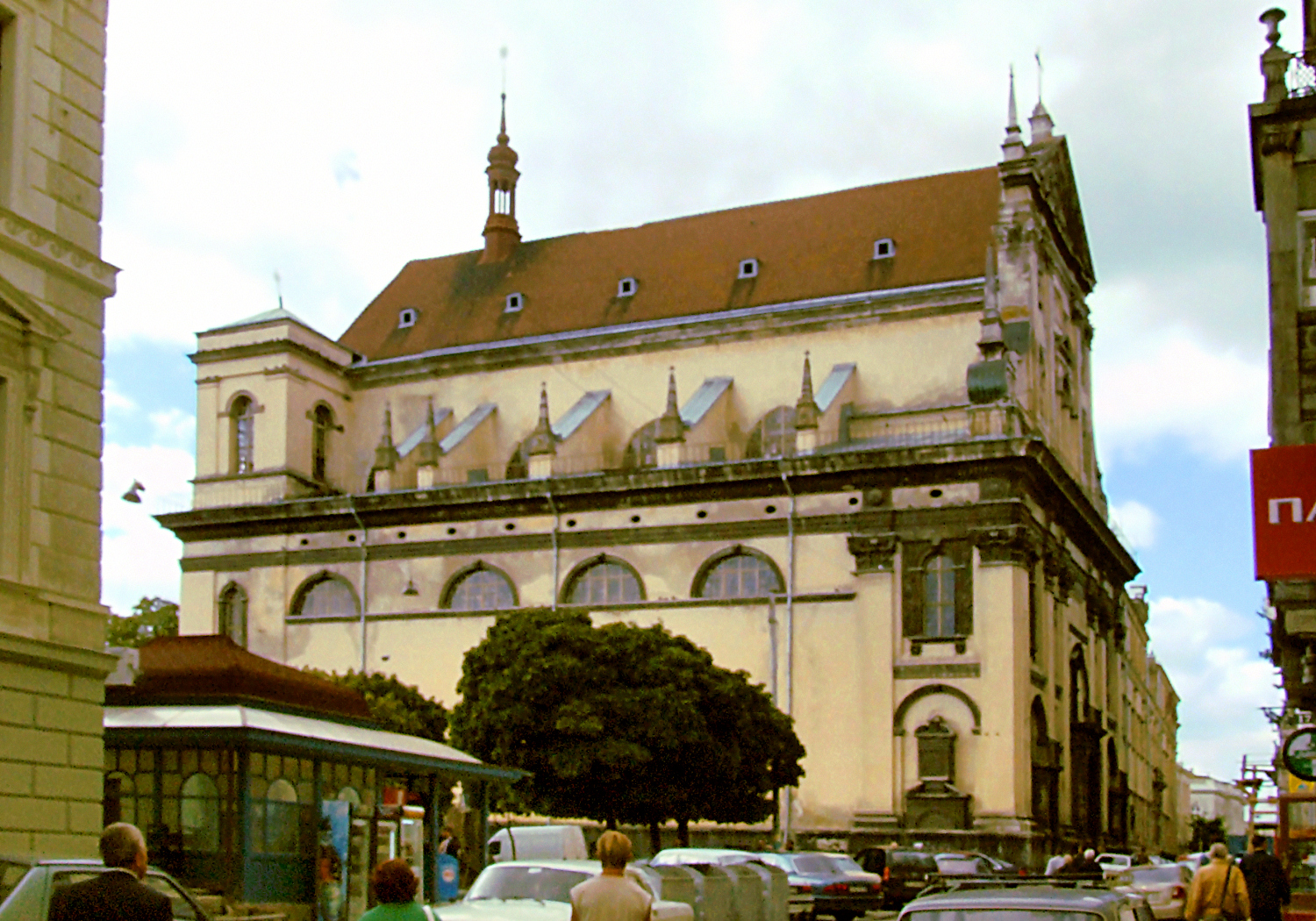
Костел иезуитов (Львов)

Родился, по одним данным, около 1680; по другим, 1683 во Львове. Сын львовского подчашего, владельца имения Милятин Ежи Ожгы и его жены — львовской хорунжанки Катажины Анны Сокольнической. Имел брата Анджея — главу иезуитских школ во Львове.
Окончил иезуитскую коллегию во Львове, неизвестно, учился ли он в университете. Около 1704 получил рукоположение во Львове. Был Капланом Львовской архиепархии. 25 августа 1706 получил пралатуру-схоластию в Холмской капитуле римско-католической церкви (1 января 1707 — инсталляция (вхождение в должность)). Участвовал в заседаниях капитула; как её делегат — участник сеймов, Люблинского трибунала, надзиратель холмских Консисторий римско-католической церкви, посол к королю Августу II. Перед 1712 годом стал каноником гремиальним, перед 1718 годом — препозитом митрополичьей капитулы римско-католической церкви во Львове. После смерти епископа Теодора Вольфа (польск. Teodor Wolff) 5 мая 1712 избран руководителем Холмской епархии римско-католической церкви (руководил до 20 августа 1713 — момента вхождения в должность епископа Кшиштофа Шембека). 1 января 1713 получил должность пробста в Ухане. Предположительно в 1722 стал пробстом в Сокале, Наброжи (Холмская епархия).

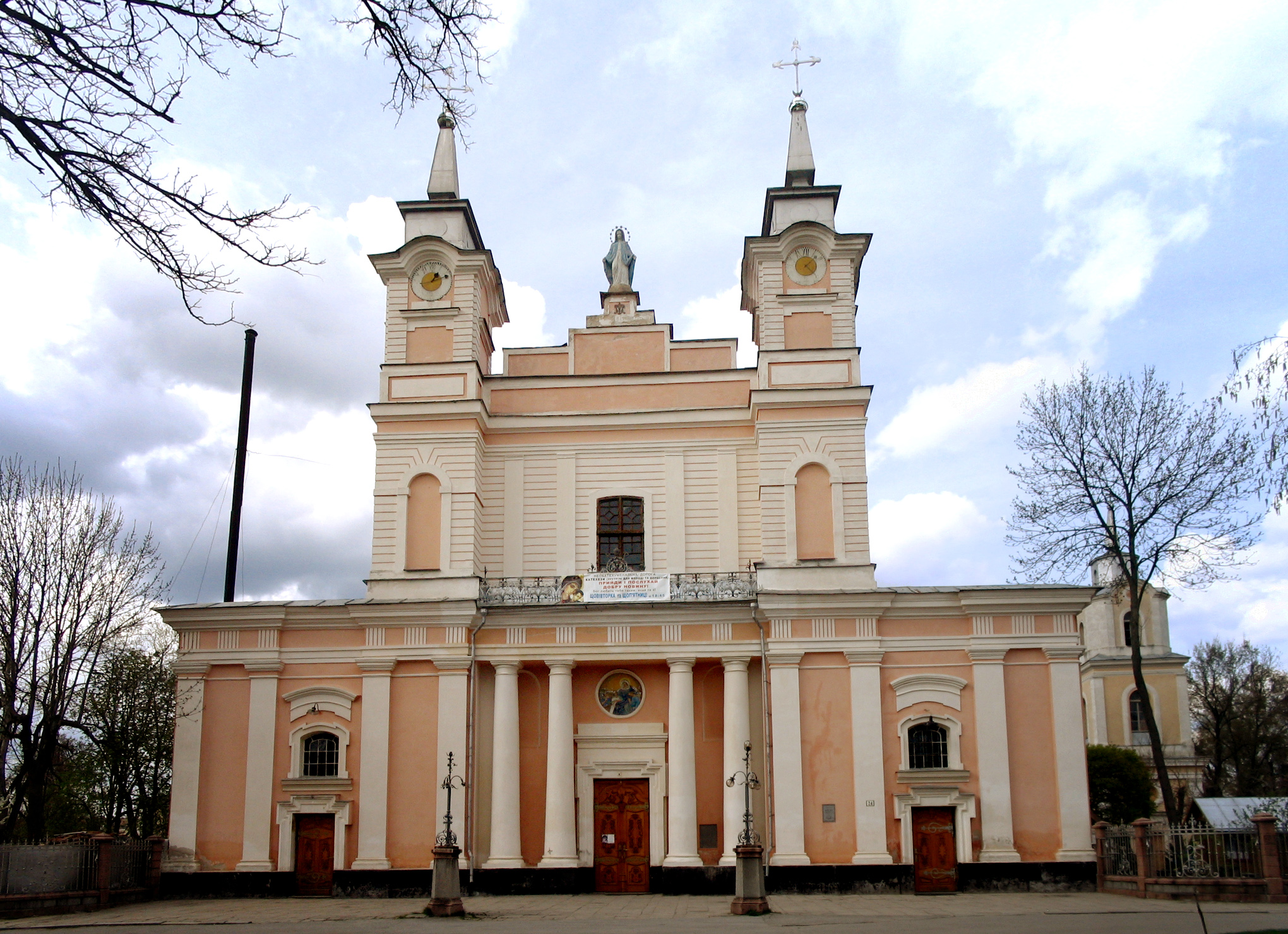
Костел святой Софии, Житомир

7 декабря 1722 король Август II назначил его киевским и черниговским епископом римско-католической церкви, что подтвердил Папа Иннокентий ХІІІ 27 сентября 1723. Поскольку он не был доктором наук, получил папскую диспенсию. Также продолжал быть препозитом во Львове, пробстом Сокаля, Наброжи, Острога. На постоянное местопребывание перенес резиденцию киевских епископов (1724), Кафедральной капитулы (1726) в Житомир, что подтвердил Папа Бенедикт XIV в булле от 15 сентября 1745 года. Организовал капитулу (7 пралатур, 9 канонов), для которой учредили римские привилегии (1745). Способствовал строительству деревянной кафедры в Житомире; после её сожжения — каменной кафедры Святой Софии, которая предоставила богатые фундуши для производства литургической утвари, органов, освящена в 1745 году. Фундував коллегиум викариев при кафедре (26000 польских злотых), доходы Менсы Бискупский поднял до 70000. Увеличил количество приходов с 7-ми до 21, разделил епархию на три деканата (Житомир, Овруч, Фастов). Учредил должность викария епархии (1733; им был, в частности, в 1749—1756 годах Каетан Солтик). Принимал участие в похоронах короля Августа II (1733), во время отсутствия короля на троне был сторонником кандидатуры Станислава Лещинского. В 1748 году был поражен болезнью ног, не мог ходить.
Способствовал восстановлению костела в Ухане, реставрации костела иезуитов во Львове после пожара 1734 года.
Умер предположительно 19 апреля 1756 во Львове. Был похоронен в костеле иезуитов Львова. В 1784 Феликс Чацкий организовал в Житомире торжественную церемонию похорон епископа.

## Память
В латинской кафедре Житомира есть посвященная ему памятная табличка.